# Elisa Hipólito
Elisa Hipólito (Madrid, 11 d'abril de 2002) és una actriu, cantant i ballarina espanyola.

## Biografia
És filla de l'actor Carlos Hipólito i l'actriu Mapi Sagaseta. Des de molt petita va rebre formació en dansa clàssica, dansa espanyola, piano i cant.
Va treballar com a ballarina i actriu al musical Billy Elliot (musical) al costat del seu pare, en el Nou Teatre Alcalá. Posteriorment, va interpretar a Marty en Grease (musical).
En 2022 va ser nominada als premis Unió d'actors per la seva participació com a actriu de repartiment al musical "Billy Elliot".
Ha participat en la sèrie Set dosis de dopamina i ha protagonitzat la seqüela de la pel·lícula Campeones.

## Filmografia

### Televisió
| Any  | Títol     | Personatge |
| ---- | --------- | ---------- |
| 2019 | Vota Juan |            |

### Videoclips
| Any  | Títol     | Cantant    |
| ---- | --------- | ---------- |
| 2019 | Volcánica | Pepa Lucas |

### Cinema
| Any  | Títol      | Personatge |
| ---- | ---------- | ---------- |
| 2020 | Cardelinas | Adela      |
| 2023 | Campeonex  | Cecilia    |

### Musicals
| Any  | Título           |  | Personatge |
| ---- | ---------------- |  | ---------- |
| 2019 | Grease (musical) |  | Marty      |